# Sesieutes nitens
Sesieutes nitens är en spindelart som beskrevs av Christa L. Deeleman-Reinhold 200. Sesieutes nitens ingår i släktet Sesieutes och familjen månspindlar. Inga underarter finns listade i Catalogue of Life.